# Huamuxtitlán
Huamuxtitlán é uma localidade do estado de Guerrero, no México.